# Interstate 155 (Missouri-Tennessee)
Pour les articles homonymes, voir Interstate 155.
L'Interstate 155 (I-155) est une autoroute auxiliaire ouest–est qui parcourt le Bootheel du Missouri et le nord-ouest du Tennessee. Elle commence au sud de Hayti, Missouri à l'I-55, elle passe à l'est à travers Caruthersville et le fleuve Mississippi pour entrer au Tennessee. La route se dirige alors vers Dyersburg, Tennessee, où elle se termine à la jonction avec la US 51. L'I-155 est le seul lien routier direct entre le Missouri et le Tennessee. Elle forme un multiplex sur l'ensemble de sa longueur avec la US 412.

## Description du tracé

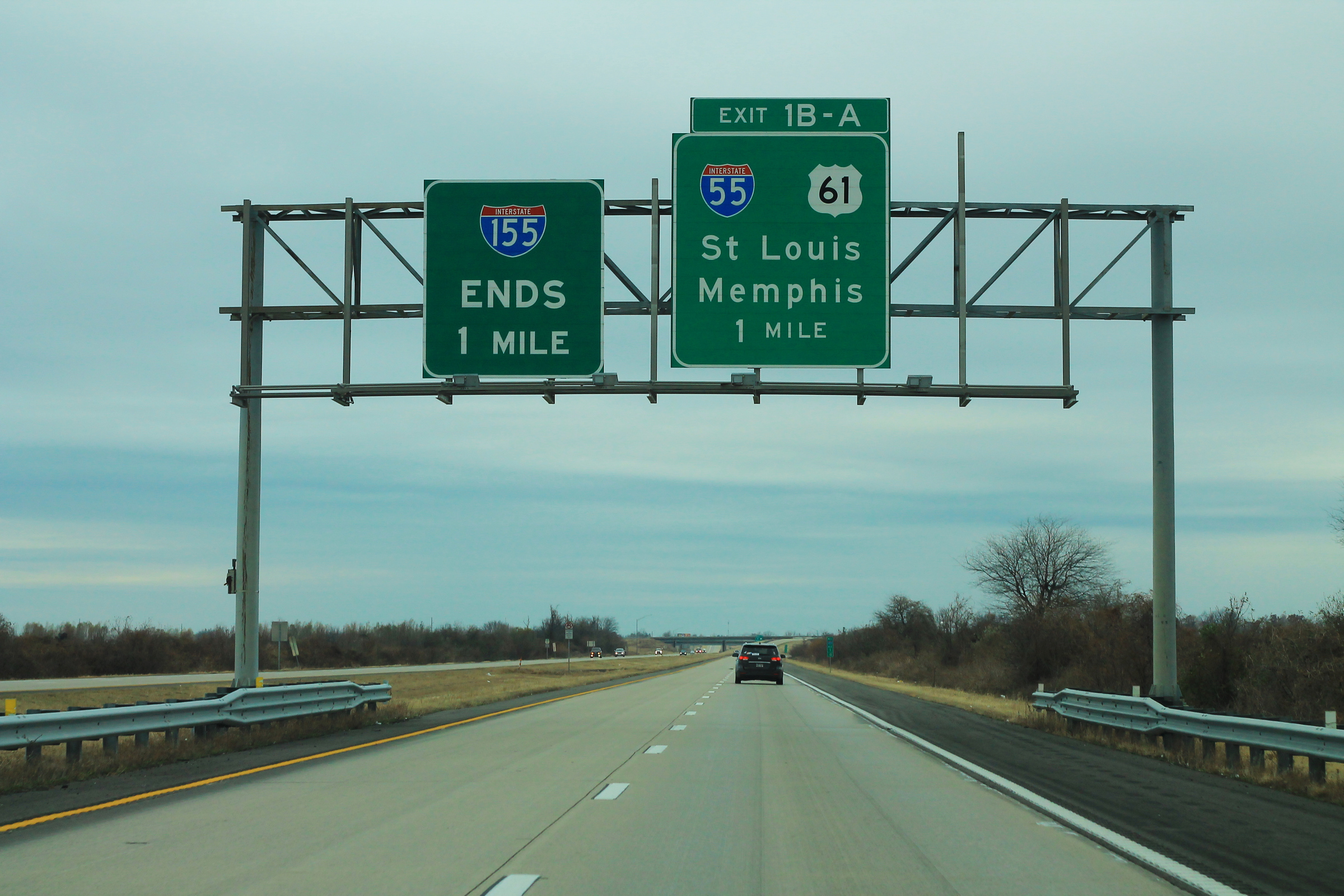
L'I-155 en direction ouest près de son terminus ouest

L'Interstate 155 débute à un échangeur avec l'I-55 dans le comté de Pemiscot au Missouri, aux limites de Hayti, où la US 412 continue vers le nord-ouest. D'abord se dirigeant vers le sud-est, l'autoroute passe par des régions faiblement densément peuplées. Quelques miles plus loin, l'autoroute passe au sud de Caruthersville où elle croise quelques routes locales. Elle continue de se diriger vers le sud-est pour traverser le fleuve Mississippi et entre dans le comté de Dyer au Tennessee. En traversant le fleuve, l'I-155 s'oriente davantage vers l'est. Elle traverse encore des secteurs agricoles et passe au sud de la communauté de Lenox. L'autoroute entre ensuite dans une région plus boisée et atteint Dyersburg quelques miles plus loin. Elle frôle la ville sur ses limites nord. Elle croise quelques routes d'état puis atteint son terminus est à la jonction avec la US 51. La route continue vers l'est comme segment de la US 51.

## Liste des sorties
| Interstate 155                       |                    |                    |           |           |                  |                                             |                                                                                 |
| État                                 | Comté              | Municipalité       | mi        | km        | Sortie           | Intersections / Destinations                | Notes                                                                           |
| Missouri                             | Pemiscot           |                    | 0,00      | 0,00      |                  | US 412 ouest                                | Terminus ouest du multiplex avec US 412; la route continue au-delà comme US 411 |
| Missouri                             | Pemiscot           |                    | 0,15      | 0,24      | 1                | I-55 / US 61 – Memphis, Saint-Louis         | Indiqué sortie 1A (sud) et 1B (nord); sortie 17A de l'I-55                      |
| Missouri                             | Pemiscot           |                    | 4,35      | 6,99      | 4                | Route D / Route U – Caruthersville          |                                                                                 |
| Missouri                             | Pemiscot           | Caruthersville     | 6,77      | 10,89     | 6                | Route 84 (en) / Route Y – Caruthersville    |                                                                                 |
| Fleuve Mississippi                   | Fleuve Mississippi | Fleuve Mississippi | 10,720,00 | 17,260,00 | Frontière d'état | Frontière d'état                            | Frontière d'état                                                                |
| Tennessee                            | Dyer               |                    | 2,30      | 3,70      | 2                | SR 181 (en) (Great River Road)              |                                                                                 |
| Tennessee                            | Dyer               |                    | 7,40      | 11,90     | 7                | SR 182 (en) (Lenox Road)                    |                                                                                 |
| Tennessee                            | Dyer               | Dyersburg          |           |           |                  | I-69 sud – Memphis                          | Échangeur proposé; futur terminus est de l'I-155                                |
| Tennessee                            | Dyer               | Dyersburg          | 13,00     | 20,90     | 13               | SR 78 (en) – Dyersburg, Tiptonville         |                                                                                 |
| Tennessee                            | Dyer               | Dyersburg          | 15,90     | 25,60     | 15               | US 51 sud / US 412 est – Dyersburg, Jackson | Terminus est du multiplex avec US 412; terminus ouest du multiplex avec US 51   |
| Tennessee                            | Dyer               | Dyersburg          |           |           |                  | US 51 nord – Union City                     | Terminus est du multiplex avec US 51; la route continue au-delà comme US 51     |
| - Terminus de multiplex - Non-ouvert |                    |                    |           |           |                  |                                             |                                                                                 |